# Zahra Joya
Zahra Joya (em persa: زهرا جویا) é uma premiada jornalista hazara do Afeganistão. Ela é a fundadora da Rukhshana Media, uma agência em persa e em inglês que ela dirige do exílio.

## Vida pregressa
Zahra Joya nasceu em uma pequena aldeia rural em uma família da etnia Hazara, na província de Bamiã, no Afeganistão, em 1992. Ela tinha 5 anos quando o Talibã tomou o poder no Afeganistão. De 1996 a 2001, proibiram quase toda a educação para as meninas. Joya se vestia como um menino e se chamava Mohammed, e caminhava ao lado de seu jovem tio por duas horas todos os dias para chegar à escola. Em uma entrevista com Angelina Jolie para a TIME em 2022, ela afirmou que alguns homens de sua família, incluindo seu pai, acreditavam nos direitos das mulheres. Depois que os Estados Unidos e seus aliados invadiram o Afeganistão e derrubaram o governo do Talibã em 2001, ela conseguiu largar o disfarce e se matricular na faculdade de Direito em Cabul, planejando seguir os passos de seu pai como promotora. Movida pelas histórias não contadas de suas colegas de classe, ela decidiu se tornar jornalista, apesar dos perigos e dificuldades de ser uma repórter no Afeganistão.

## Carreira
Zahra Joya trabalhou como vice-diretora de comunicações do governo municipal de Cabul. Às vezes, ela era a única mulher entre seus colegas. Quando ela comentou isso, foi informada de que as mulheres não teriam boa capacidade ou habilidades necessárias para o trabalho.
Em dezembro de 2020, ela fundou a Rukhshana Media, a primeira agência feminista de notícias do país. Ela foi motivada a fazê-lo por sugestão de uma amiga e devido às respostas de seus colegas homens sobre a falta de mulheres jornalistas. A agência foi batizada de Rukhshana em homenagem a uma jovem de 19 anos que foi apedrejada até a morte pelo Talibã, em 2015, na província de Ghor. A menina foi condenada à morte por ter fugido com um amante depois que sua família arranjou um casamento para ela. O objetivo de Zahra Joya era trazer luz à realidade da vida das mulheres afegãs com histórias publicadas e relatadas por jornalistas locais, cobrindo questões como estupro e casamento forçado. Ela fundou a Rukhshana Media com suas próprias economias, mas teve que lançar uma arrecadação de fundos online para manter as operações funcionando.
Ela criticou o Talibã e relatou sua repressão às funcionárias públicas nos meses anteriores à retirada de suas tropas pelos Estados Unidos e seus aliados. Poucos dias antes de o país cair nas mãos do Talibã novamente, ela colaborou com o The Guardian para publicar o projeto Women Report Afeganistão, relatando a retomada do Talibã. Zahra Joya e seus colegas receberam várias ameaças por seu jornalismo.
Devido a suas reportagens e por causa da perseguição de longa data do Talibã aos hazaras, Zahra Joya foi um alvo do Talibã. Temendo por sua vida, ela decidiu fugir do país. Ela recebeu um aviso de evacuação do governo britânico e acabou sendo transportada de avião para Londres. Ela continua a dirigir a Rukhshana Media no exílio e mantém contato com sua equipe, que lhe envia relatórios do Afeganistão em segredo. A maioria das jornalistas afegãs foram forçadas a deixar seus empregos após a volta do Talibã.

## Prêmios e reconhecimento
Zahra Joya foi uma das 12 mulheres nomeadas Mulheres do Ano pela Time em 2022. Ela foi reconhecida por seu jornalismo, e foi entrevistada por Angelina Jolie.
Zahra Joya recebeu o prêmio Change Maker da Fundação Bill & Melinda Gates, em 20 de setembro de 2022. Ela foi homenageada como uma das 100 mulheres da BBC, em dezembro de 2022.
A Rukhshana Media recebeu o prêmio Marie Colvin no British Journalism Awards 2021.